# Ctenophthalmus evidens
Ctenophthalmus evidens är en loppart som beskrevs av Jordan 1929. Ctenophthalmus evidens ingår i släktet Ctenophthalmus och familjen mullvadsloppor.

## Underarter
Arten delas in i följande underarter:
- C. e. evidens
- C. e. abyssinicus
- C. e. convexus
- C. e. elgonensis
- C. e. modicus
- C. e. wilkesi